# Теодор Ушев
Теодор Асенов Ушев е графичен дизайнер, плакатист и аниматор.

## Биография
Роден е на 4 февруари 1968 година. Син е на художника Асен Ушев и журналистката Валя Ушева (1946 – 2023). Принадлежи към големия Ушев род от Банско. Сестра му Бояна Ушева († 2022 г.) е журналистка. Дипломира се през 1993 година в специалност плакат в Художествената академия.
В България е известен главно с театралните си афиши от 1990-те години.
Понастоящем живее в Монреал, Канада, където създава своите филми в сътрудничество с канадския Национален филмов борд (НФБ).
От 2010 година преподава и провежда работилници и майсторски класове в повече от 20 университета и фестивала по света, включително в Япония, Франция, Испания, Германия, Португалия, Лондон, Будапеща и много други.

## Признание и награди
Анимационните му творби – късометражните филми „Тауър Бауър“ („Tawer Bawher“, 2005), по музика на Георгий Свиридов, детският „Царица“ („Tzaritza“, 2006) и „Човекът, който чакаше“ („The Man Who Waited“, 2006), по текст на Кафка – печелят множество награди по света.
Филмите на Ушев печелят повече от 230 награди и признания и са показвани в много ретроспективи, включително на фестивала за късометражни филми в Клермон-Феран, Франция. През 2013 г. в официалното си обръщение за откриването на фестивала Френската министърка на културата Орели Филипети казва: „Клермон, това е съпротива. Тези думи на Теодор Ушев, автор на невероятния плакат за 2013 г., дават тон на 35-ото издание на фестивала на късометражното кино в Клермон-Феран.“
През 2013 г. филмът Gloria Victoria е обявен за най-добър анимационен филм на годината в анкета с участието на 15 водещи критици и фестивални директори. Gloria Victoria е номиниран за анимационните награди на Холивуд Annie awards за 2014 г., и достига до късия списък за наградите на Американската филмова Академия „Оскар“.
През 2014 г. Канадският филмов институт издава книга, посветена на творчеството на Ушев. Книгата носи заглавието Dark Mirror: The Films of Theodore Ushev („Тъмно огледало: Филмите на Теодор Ушев“) и е под редакцията на Том Максорли, изпълнителен директор на института.
През 2017 г. неговият филм „Сляпата Вайша“, по едноименния разказ на Георги Господинов, е номиниран за наградата на американската филмова академия „Оскар“ за късометражен анимационен филм.
През 2020 г. „Физика на тъгата“, филм по едноименния роман на Георги Господинов печели най-голямата награда в света на анимацията – „Кристал“, на Фестивала на анимационното кино в Анси, Франция. Филмът печели повече от 130 награди по света и попада в късия списък за наградите „Оскар“.
През април 2023 г., на фона на нахлуването на Русия в Украйна,  се отказва от наградата "Сребърен Георги" на 45-ия Московски международен кинофестивал за филма „Фи 1,618“, отбелязвайки „не мога да приема награда в град, откъдето се дават заповеди за убиване на деца, жени и старци“.

## Филмография
- 2006: Tower Bawher
- 2006: The Man Who Waited (L'homme qui attendait)
- 2006: Sou
- 2007: Tzaritza
- 2008: Drux Flux
- 2010: Lipsett Diaries (Les journaux de Lipsett)
- 2011: Nightingales in December (Rossignols en décembre)
- 2012: Demoni
- 2012: Joda
- 2013: Gloria Victoria
- 2014: 3rd Page from the Sun (3e page après le soleil)
- 2015: The Sleepwalker (Sonámbulo)
- Сляпата Вайша (2017)
- 8’19” (2018), 6 новели
- Физика на тъгата (2019)
- 2019: Barcelona Burning (Barcelona de Foc)
- Ф1.618 (2022)